# 谢拉德丰特斯
谢拉德丰特斯，是西班牙埃斯特雷马杜拉卡塞雷斯省的一个市镇。总面积25平方公里，总人口1774人（2001年），人口密度71人/平方公里。